# Brigada Chavdar
Brigada Guerrillera Chavdar fue una subdivisión de la Primera Zona Operativa Insurgente de Sofía de NOVA durante el movimiento de resistencia búlgaro durante la Segunda Guerra Mundial (1941-1944). Operó en las cercanías de Novo Selo, Botevgrad, Pirdop, Etropole y Yakoruda.
La 'brigada' comenzó con el tamaño de un destacamento, pero en 1944 había crecido al tamaño de un batallón, solo hacia el final de su existencia tuvo el tamaño de una brigada real. Se incorporó al Frente de la Patria poco después.

## Historia
El primer grupo partisano en el área de Murgash Peak se estableció en el otoño de 1941. Después de su expansión en septiembre de 1942, formó la brigada guerrillera Chavdar. El primer comandante de brigada fue Tone Perenovski, el comisario político fue Dobri Djurov y el comandante adjunto fue Ivan Shonev. Se dividió en dos destacamentos: "Bacho Kiro" y "Boycho Ognyanov". En octubre de 1943, se llevó a cabo una conferencia de la jefatura del destacamento, en la que se elaboró un plan para sus actividades políticas y militares. Todor Zhivkov fue nombrado Plenipotenciario del Comité Regional de BRP para la brigada.
Hasta finales de 1943, las acciones se llevaron a cabo principalmente en los pueblos de Bunovo, Smolsko, Radoslavovo (ahora Chavdar) y el puesto en el paso de Galabets. En diciembre de 1943, el destacamento Bacho Kiro luchó en Lopyanska Gora con unos 200 policías y los derrotó. El 8 de marzo de 1944, capturaron el pueblo de Kremikovtsi, que se encuentra muy cerca de Sofía. El 24 de marzo de 1944, junto con la Brigada Partisana Georgi Benkovski, capturaron la ciudad de Koprivshtitsa. Las acciones provocaron una discusión en el Consejo de Regencia sobre un informe del Ministro del Interior Docho Hristov. Los regentes Bogdan Filov y Nikola Mihov señalaron la concentración de fuerzas guerrilleras alrededor de la capital y describieron medidas para contrarrestar al ejército, la gendarmería y la fuerza pública.Las acciones de la brigada también estuvieron en el campo de visión de la inteligencia alemana en Bulgaria, que marcó su escala en los casos del pueblo de Kremikovtsi y la ciudad de Koprivshtitsa.
En abril de 1944, la brigada contaba con 437 partisanos y creció a un tamaño mayor, por lo que se dividió en tres compañías. El comandante de la brigada en ese momento era Dobri Djurov, el asistente del comandante era Dimitar Kirkov y el comisario político era Stamo Kerezov. El 26 de abril de 1944, las compañías I y II allanaron los almacenes de la estación de Sarantsi, que armaron a la mayoría de los partisanos. La compañía III fue trasladada a Ródope y llevó a cabo acciones en el pueblo de Sestrimo y la estación de Yakoruda. Se convirtieron en un batallón. Se formó un nuevo batallón de campaña.
El 3 de mayo de 1944, las compañías I y II libraron una gran batalla por el Monasterio de Eleshnitsa. En mayo y junio de 1944, las dos empresas fueron bloqueadas, organizadas por unidades militares, de gendarmería y de policía de las ciudades de Vratsa, Pleven y Sofia. Los guerrilleros sufrieron muchas bajas en los sangrientos combates, pero finalmente lograron salir del bloqueo. Los supervivientes de las dos compañías se unieron a los supervivientes del Batallón de Partisanos Hristo Botev y realizaron acciones en las aldeas de Seslavtsi, Kremikovtsi y Botunets. III compañía participó en la formación de la Cuarta Brigada Insurgente de Sofía.
El 9 de septiembre de 1944, la Brigada Chavdar participó en el establecimiento del poder del Frente de la Patria en las regiones de Ihtiman, Botevgrad, Pirdop y Sofia.